# Gekraagde aardster
De gekraagde aardster (Geastrum triplex) is een buikzwam uit de familie Geastraceae.

## Leefomgeving
De gekraagde aardster is te vinden in duinen of bossen. Plaatselijk is deze algemeen tot zeldzaam. De aardster komt voor van de zomer tot de herfst.

## Groei
De aardster begint uivormig ondergronds, maar bij rijping splijt de buitenwand in diverse slippen waardoor de binnenkant iets omhoog wordt getild.

## Eigenschappen
Het vruchtlichaam heeft een doorsnede van 6-10 cm (geopend). De buitenlaag (exoperidium) heeft vier tot acht slippen, die vlezig en vaak gebarsten zijn, geelachtig tot lichtbruin. Er is een extra kraag rond de centrale bol. De binnenlaag (endoperidium) heeft geen steel. Zij is bolvormig met een doorsnede van ongeveer 3 cm en is lichtbruin van kleur.
De sporen zijn rond, wrattig en hebben een diameter van 3,5-4 micrometer. De basidia hebben 2 tot 4 sporen, de sterigmata zijn tot 20 µm lang en cystiden ontbreken.

## Foto's

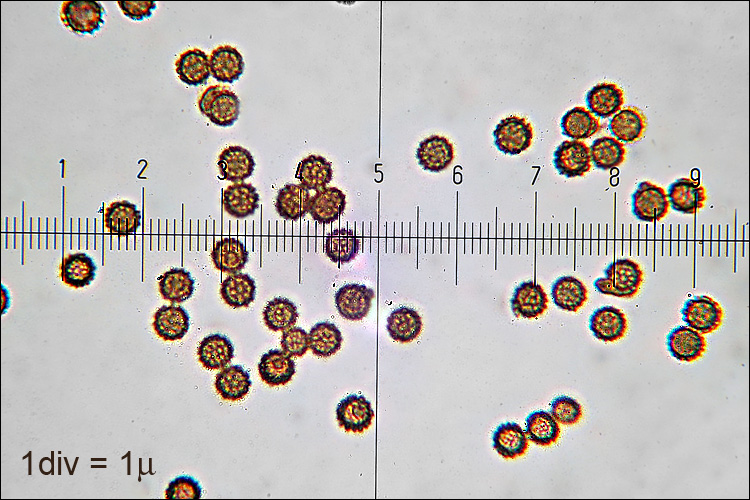
Sporen
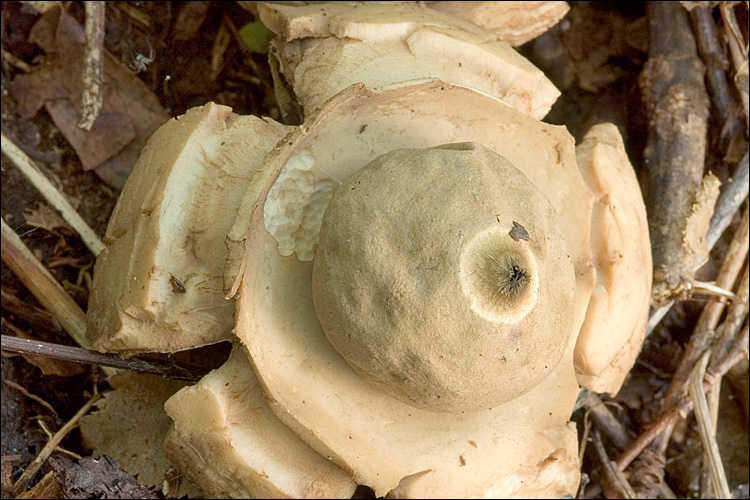
Vruchtlichaam
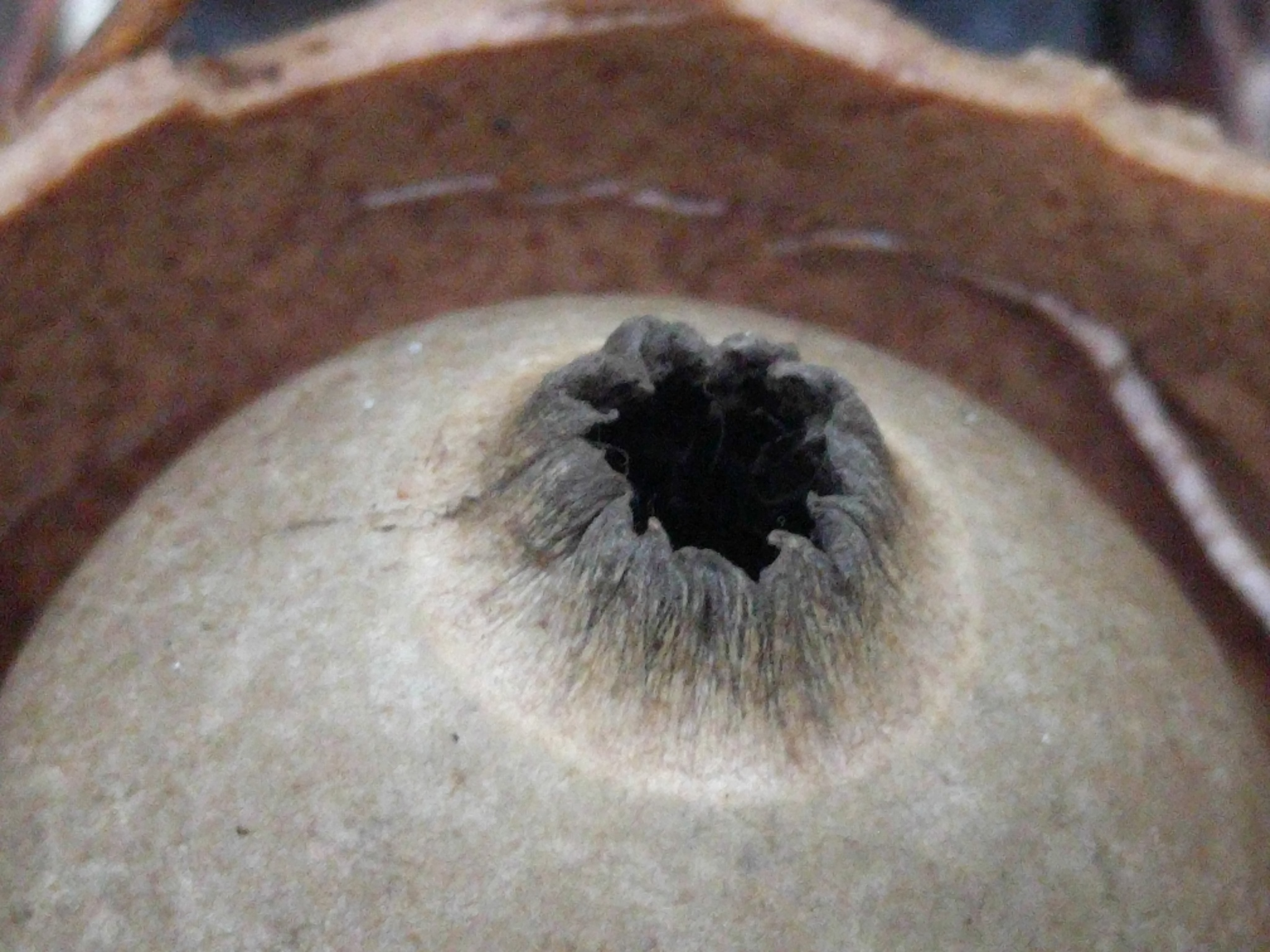
Opening